# Požnja
Požnja este un sat din comuna Kolašin, Muntenegru. Conform datelor de la recensământul din 2003, localitatea are 82 de locuitori (la recensământul din 1991 erau 91 de locuitori).

## Demografie
În satul Požnja locuiesc 74 de persoane adulte, iar vârsta medie a populației este de 49,4 de ani (44,1 la bărbați și 54,9 la femei). În localitate sunt 28 de gospodării, iar numărul mediu de membri în gospodărie este de 2,93.
Populația localității este foarte eterogenă.
|  |

| Demografie | Demografie | Demografie |
| An         | Locuitori  | Locuitori  |
| ---------- | ---------- | ---------- |
|            |            |            |
|            |            |            |
|            |            |            |
|            |            |            |
| 1948       | 184        |            |
| 1953       | 184        |            |
| 1961       | 202        |            |
| 1971       | 149        |            |
| 1981       | 122        |            |
| 1991       | 91         | 89         |
| 2003       | 82         | 82         |

| \| Componența etnică conform recensământului din 2003[2] \| Componența etnică conform recensământului din 2003[2] \| Componența etnică conform recensământului din 2003[2] \| Componența etnică conform recensământului din 2003[2] \| Componența etnică conform recensământului din 2003[2] \| \| ----------------------------------------------------- \| ----------------------------------------------------- \| ----------------------------------------------------- \| ----------------------------------------------------- \| ----------------------------------------------------- \| \| \| \| \| \| \| \| Sârbi \| Sârbi \| \| 41 \| 50% \| \| Muntenegreni \| Muntenegreni \| \| 33 \| 40,24% \| \| necunoscută \| necunoscută \| \| 0 \| 0% \| |              |  |    |        |
| Componența etnică conform recensământului din 2003 |              |  |    |        |
| |              |  |    |        |
| Sârbi | Sârbi        |  | 41 | 50%    |
| Muntenegreni | Muntenegreni |  | 33 | 40,24% |
| necunoscută | necunoscută  |  | 0  | 0%     |